# Foutez-nous la paix
Pour plus de détails, voir Fiche technique et Distribution.
Foutez-nous la paix (La' os være) est un film danois réalisé par Ernst Johansen et Lasse Nielsen, sorti en 1975.

## Synopsis
Un groupe d'adolescents de dix à seize ans décide de quitter le centre éducatif où ils sont. Ils volent un bateau et rejoignent une île isolée. Le bateau disparaît et ils se retrouvent isolés.

## Fiche technique
- Titre : Foutez-nous la paix
- Titre original : La' os være
- Réalisation : Ernst Johansen et Lasse Nielsen
- Scénario : Carsten Nielsen et Lasse Nielsen
- Musique : Lasse Lunderskov et Lars Ørsted
- Photographie : Andreas Fischer-Hansen
- Montage : Lars Brydesen
- Pays :  Danemark
- Genre : Drame
- Durée : 82 minutes
- Dates de sortie : 
  -  Danemark : 3 février 1975

## Distribution
- Martin Højmark : Martin
- Ole Meyer : Meyer
- Jens Wagn Rasmussen : Jens
- Sven Hastel : Sven H.
- Kenneth Nielsen : Kenneth
- Søren Barnstein Gercke : Søren
- Tine Jensen : Tine
- Anja Bærentzen : Anja
- Henrik Rasmussen : Henrik
- Svend Christensen : Svend C.
- Bo Jensen : Bo
- Helle Droob : Helle
- Hanne Olsen : Hanne
- Bjørn Martensen : Bjørn
- Ivan Baumann : Ivan

## Distinctions
Le film a été présenté en sélection officielle en compétition lors de Berlinale 1975.

## Accusations d'abus sexuels
En 2018, plusieurs acteurs du film, mineurs au moment du tournage du film, dénoncent des abus sexuels perpétrés par les réalisateurs à leur encontre.